# 館山 (練習艦)
館山(たてやま)は日本海軍の航海練習艦。
艦名は館山湾(および地名の館山)にちなむ。
竣工時の船名は第一回漕丸(だいいちかいそうまる)。
木造の二檣ブリッグ型帆船で、
当時東京(築地)にあった川崎造船所で初めて建造された軍艦。

## 艦歴

### 第一回漕丸
1879年(明治12年)度に横須賀造船所が建造を計画、
川崎造船所に製造を注文した。
1879年(明治12年)
6月9日(または6月25日)に起工。
12月9日、300トン積み艦材運漕風帆船の船名を天光丸と命名したが、
12月11日第一回漕丸(だいいちかいそうまる)と改めた。
1880年(明治13年)
2月10日進水、
3月17日(または3月19日)に竣工した。
伊豆からの艦材輸送の予定があったため、
4月19日に第二回漕丸と同様の西洋形風帆船の免状を内務省へ申請、
5月4日付けで商船免状が交付され
、5月8日に送付された。
1881年(明治14年)
2月2日風帆船会社より第一回漕丸と第二回漕丸の貸し出しが請願された。
横須賀造船所としては艦材運搬以外は港に繋留させることになるので2月14日に造船所から貸し出しの許可を求める伺いが出され、3月2日認められた。
5月16日、この日から7年間、第一回漕丸と第二回漕丸の2隻が風帆船会社に貸し出される契約が結ばれ、同日2隻は引き渡された。
1882年(明治15年)
2月27日から4月19日まで横須賀造船所で修理を行った。
9月15日に陸軍青森営所へ弾薬を運搬するために横浜港を出港したが、途中で船体が破損し浸水したために引き返した。
風帆船会社が共同運輸会社と合併のために1883年(明治16年)1月からは共同運輸会社へ引き続き貸し出された。
しかし同年3月2日に共同運輸会社社長から採算が合わないために第一回漕丸、第二回漕丸返還の願い出があり、8日に横須賀造船所は2隻を引き取る旨を上申、12日許可された。
10月29日に若水兵練習用として第一回漕丸を東海鎮守府に引き渡すよう横須賀造船所へ令達された。
横須賀造船所は20,892円の製造費用が掛かっているため代価を要求し、海軍省は1年当たり500円で賃貸することを11月20日に指令した。
なお中川によると6月に借り入れたとする。
1886年(明治19年)1月15日に第一回漕丸は航海練習艦とされ、艦位は7等に準ずるとされた。このため商船免状は2月6日に返還、2月8日付けで返納の報告が出された。
それまでは横須賀鎮守府が横須賀造船所から借りる形で第一回漕丸を運用していたが、1888年(明治21年)7月に1,000円で鎮守府が造船所から購入する形をとり、8月8日に鎮守府ヘ引き渡された。

### 館山
1888年(明治21年)9月27日に館山と改名、
1890年(明治23年)8月23日に第三種に定められた。
1894年(明治27年)に始まる日清戦争に従軍するも、
第一線での活動はなかった。
館山は1895年(明治28年)1月26日から2月9日の竣工予定で呉において下甲板の修理を行った。
1896年(明治29年)9月26日雑役船に編入(除籍)、
呉海兵団附属に指定された。
1906年(明治39年)
3月20日売却の上申、船体、艤装品や附属品の腐食が進み、修理の価値なしと見られた。
4月19日売却認許、
翌1907年(明治40年)4月9日に売却報告が出された。
売却金額は4,800円だった。

## 艦長
※『官報』に基づく。
船長
- 星野徳蔵:1880年6月時[39]
- 山本萬次郎:1880年9月29日[40] -
- 乃木高行 大尉：1885年12月25日 -

艦長
- 永峰光孚 大尉：1889年5月15日 - 1890年9月17日
- 福間隆家 大尉：1890年9月17日 - 1892年5月23日
- 石田五六郎 大尉：1892年5月23日 - 1893年12月2日
- 酒井正房 大尉：1893年12月2日 -